# Демократическая Республика Конго
Демократи́ческая Респу́блика Ко́нго (фр. République démocratique du Congo [ʁe.py.bˈlik demɔkʁaˈtik dy kɔ̃ɡo]), сокращённо ДР Конго, ДРК, также Ко́нго-Кинша́са и в прошлом Заир — государство в Центральной Африке. Столица и крупнейший город страны — Киншаса.
По площади территории ДРК занимает второе после Алжира в Африке и 11-е в мире. Население страны составляет около 112 миллионов человек, что делает страну третьей по населению в Африке. Государственный язык — французский, и ДРК принадлежит к числу крупнейших франкоязычных стран мира; помимо французского, играющего роль лингва франка, в стране говорят и на нескольких национальных языках.
Центральная часть ДРК находится во впадине Конго; по территории страны протекает одноимённая река и её притоки. Древнейшим населением ДРК были пигмеи; во II тысячелетии до н. э. на эти земли переселились племена банту. На западе в устье реки Конго с XIV по XIX век существовало королевство Конго; в других частях страны в доколониальный период существовали племенные союзы и архаичные государства занде, Луба и Лунда. В 1885 году король Бельгии Леопольд II создал на этих землях Свободное государство Конго, обогащаясь на сборе и экспорте натурального каучука. Политика Леопольда II была сопряжена с крайней жестокостью и привела к гибели миллионов жителей страны. В 1908 году Леопольд II продал Свободное государство бельгийскому правительству — страна, известная уже как Бельгийское Конго, стала колонией Бельгии.
Со времени обретения независимости в 1960 году Республику Конго сотрясал Конголезский кризис — различные районы страны пытались отделиться и провозгласить уже собственную независимость; после убийства в 1961 году премьер-министра Патриса Лумумбы и военного переворота к власти в стране пришёл Мобуту Сесе Секо, установивший режим личной диктатуры. В 1971 году страна была переименована в Заир; Мобуту управлял страной до 1997 года и был свергнут в ходе Первой конголезской войны — после неё Заир был переименован в Демократическую Республику Конго. Ещё более кровавая Вторая конголезская война продолжалась до 2002 года, став причиной смерти более 5 миллионов человек. С 2001 по 2019 год у власти в ДРК находился Жозеф Кабила; в результате выборов 2018 года произошёл первый со времён обретения независимости мирный переход власти — место главы государства занял Феликс Чисекеди. С 2015 года в восточной части страны идёт конфликт в Киву.
ДРК богата природными ресурсами, но при этом остаётся страной с бедным населением, неразвитой инфраструктурой, высоким уровнем политической нестабильности и коррупции; на фоне частых войн в постколониальный период она многократно сталкивалась с голодом и эпидемиями. Основой экономики ДРК остаётся добыча и вывоз полезных ископаемых, в том числе меди, кобальта и алмазов — основным покупателем и торговым партнёром Конго является Китай. Страна входит в Организацию Объединённых Наций, Движение неприсоединения, Африканский союз, Общий рынок Восточной и Южной Африки, Сообщество развития Юга Африки, Франкофонию и Экономическое сообщество стран Центральной Африки.

## Физико-географическая характеристика

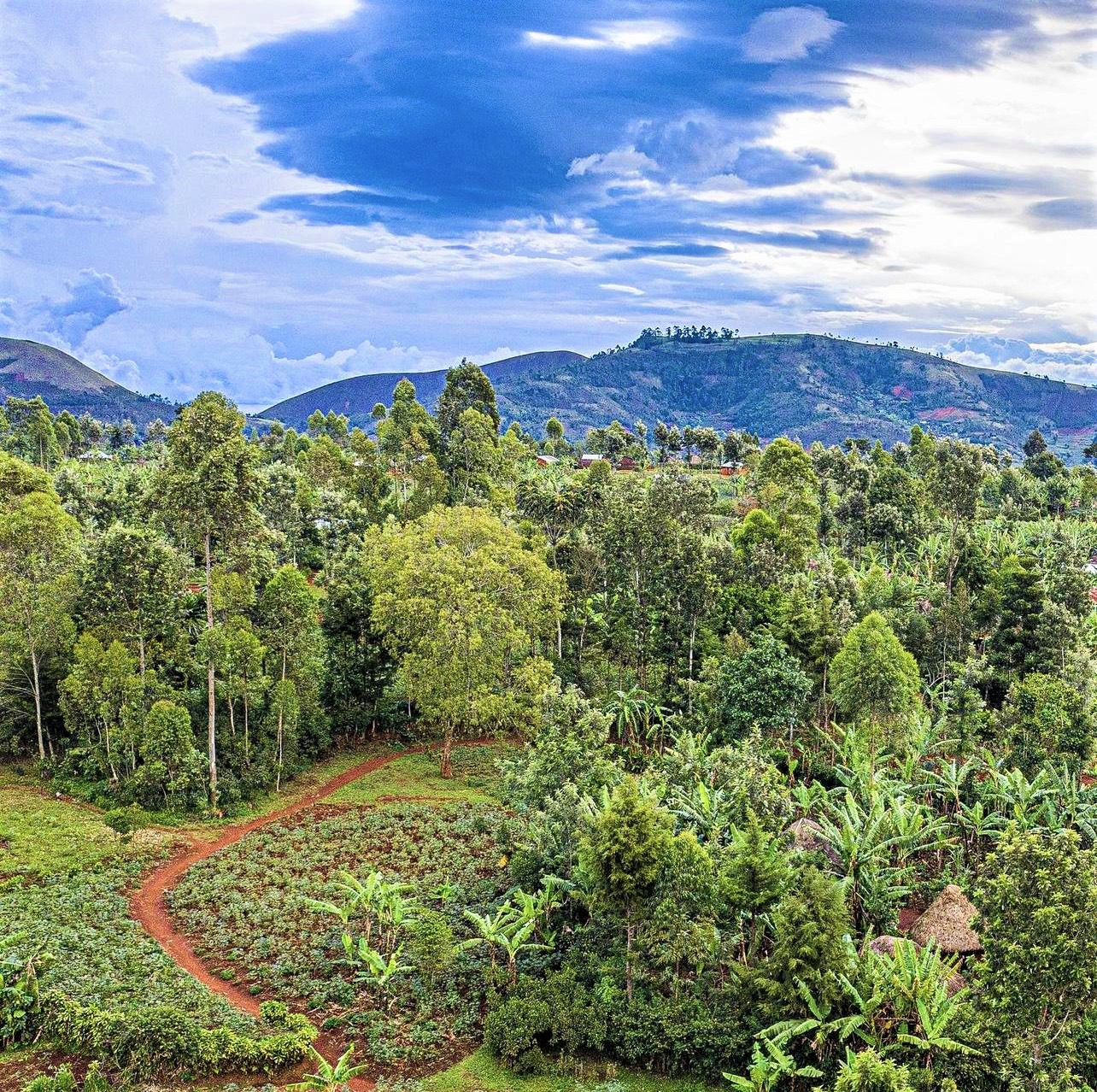
Природа страны

Демократическая Республика Конго — страна западной экваториальной Африки. Территория страны занимает бассейн реки Конго.
С востока территория страны ограничена Африканским рифтом.
На крайнем западе имеет выход к морю, с береговой линией длиной всего 37 км — это одна из наименьших по длине береговых линий в мире.
Имеет сухопутную границу с Республикой Конго, Центральноафриканской Республикой (ЦАР), Южным Суданом, Угандой, Руандой, Бурунди, Танзанией, Замбией, Анголой, в том числе с ангольским эксклавом Кабиндой.
Частично территория ДР Конго относится к экваториальному климатическому поясу, частично к субэкваториальному или к саваннам.

### Рельеф
Демократическая Республика Конго представляет собой обширное центральное плато (Впадина Конго), покрытое тропическими лесами, окружённое горами на востоке, равнинами и саваннами на юге и юго-западе и полями на севере. Высокий горный массив Рувензори расположен на восточных границах страны.

### Полезные ископаемые

рельеф ДРК

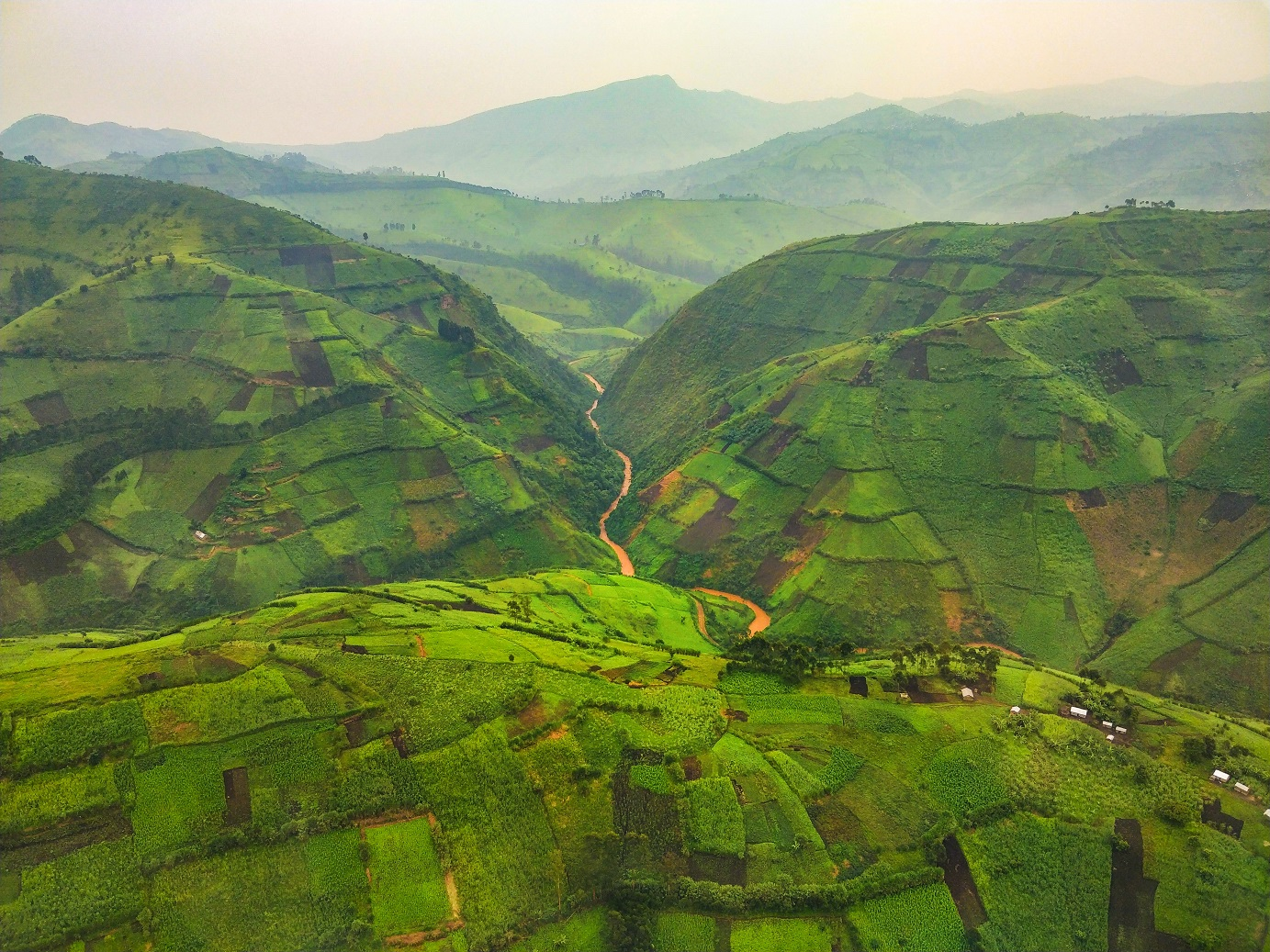
Возвышенности ДРК

Недра страны содержат запасы меди, кобальта, кадмия, бокситов, железной руды, каменного угля, алмазов, золота, серебра, нефти, цинка, марганца, олова, урана. На территории республики находится более половины мировых разведанных запасов урана. Большие залежи малахита и колумбит-танталита. На территории страны находится часть медного пояса Африки.

### Животный мир
Фауна представлена широко: слоны, львы, гепарды, леопарды, каракалы, шимпанзе, гориллы, жирафы, окапи, зебры, земляные волки. Реки изобилуют крокодилами и бегемотами, а саванна — африканскими буйволами, антилопами и другими травоядными копытными. Также встречаются и множество различных змей, из которых особо выделяется мамба (одна из самых ядовитых змей в мире).
Среди птиц: фламинго, пеликан, попугай, цапля, нектарница, шпорцевый чибис.
Большое количество насекомых, в том числе малярийный комар и муха цеце, переносящая сонную болезнь.

## История
Древнейшим населением Конго были пигмеи. Во II тысячелетии до н. э. с севера начали мигрировать земледельческие племена банту, которые принесли с собой земледелие, металлургию и создали первые государственные образования.
Наиболее значительным среди них было королевство Конго, возникшее около XIV века, которое охватывало и север Анголы. Правители этого государства носили титул мани-конги, а столицей являлся город Мбанза-Конго.
В конце XV века в устье реки Конго появились португальцы. Основным доходом правителей королевства Конго стала работорговля с европейскими странами, особенно с Португалией. Конголезские рабы использовались на плантациях Америки.
В 1876 году в страну проникли бельгийцы.
В 1885—1908 годах страна под названием Свободное государство Конго являлась личной собственностью бельгийского короля Леопольда II. Этот период истории характеризуется жестокой диктатурой, принуждавшей местное население к добыче каучука и слоновой кости. В 1908 году Леопольд продал эту территорию бельгийскому государству и страна стала колонией Бельгии, известной как Бельгийское Конго.
В мае 1960 года Национальное движение Конго во главе с Патрисом Лумумбой выиграло выборы в местный парламент, 30 июня 1960 года страна получила независимость под именем Республика Конго.
Поскольку соседняя французская колония Среднее Конго (Moyen Congo), расположенная на правом берегу великой африканской реки Конго, по получении независимости также выбрала себе название Республика Конго, некоторое время эти страны различали по названиям столиц — Республика Конго-Браззавиль и Республика Конго-Леопольдвиль (современное название Леопольдвиля — Киншаса).
Вскоре после получения независимости страна столкнулась с сепаратизмом в юго-восточных провинциях Катанга (под руководством Моиза Чомбе, лидера правой партии CONAKAT, связанной с бельгийской корпорацией «Union Minière») и Южное Касаи (под руководством Альбера Калонджи, бывшего сподвижника Лумумбы).
5 сентября 1960 года президент Касавубу сместил премьер-министра Лумумбу с занимаемого поста, что спровоцировало в стране многолетний политический кризис.
В 1961 году начальник генштаба конголезской армии Мобуту (будущий диктатор, переименовавший в 1971 году Конго в Заир) тайно выдаёт (под видом похищения) находящегося в оппозиции Лумумбу его злейшим врагам — вооружённым формированиям самопровозглашённой Катанги. Сепаратисты, которых поддерживали бельгийцы, жестоко пытали и убили Лумумбу (по некоторым данным, казнь национального лидера Конго якобы была спланированной спецоперацией ЦРУ США).

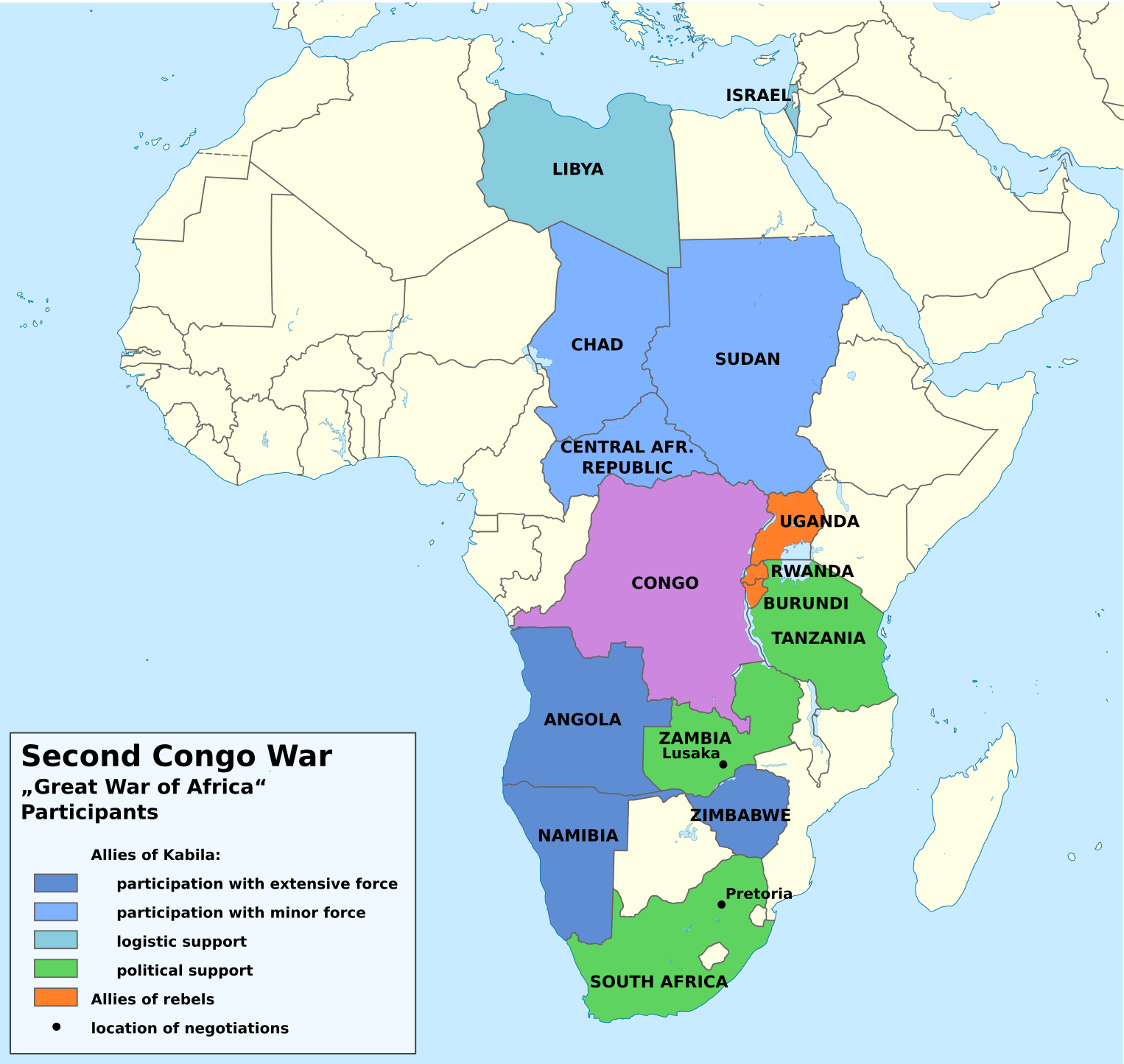
Вторая конголезская война

К январю 1963 года войска ООН помогли правительству Конго подавить мятеж на юго-востоке страны. В результате гражданской войны страну покинуло европеоидное население, которое составляло в Катанге крупную диаспору (31 % из более чем стотысячного белого населения республики Конго по состоянию на первые годы независимости).
В 1964 году президент Касавубу назначает вернувшегося из эмиграции Моиза Чомбе премьер-министром Конго. Правительство Чомбе подавляет Восстание Симба, поднятое сторонниками Лумумбы. Весной 1965 года партия Чомбе CONACO побеждает на парламентских выборах. Однако в октябре Касавубу отстраняет Чомбе с поста главы правительства и заменяет Эваристом Кимбой.
В ноябре 1965 года Мобуту, получавший от США и Бельгии финансовую помощь на премирование своих войск, совершает государственный переворот и смещает президента Касавубу.
В 1966 году правительство Мобуту присваивает столице страны новое название — Киншаса, вместо старого — Леопольдвиль.
С 27 октября 1971 года сама страна переименована в Заир.
После свержения диктатуры Мобуту в 1997 году (в результате Первой Конголезской войны) страна стала носить современное название — Демократическая Республика Конго.
В 1998—2002 годах, страна стала ареной так называемой Великой Африканской войны (Вторая Конголезская война), в которую были втянуты почти все государства Центральной и Южной Африки.
С 2022 года идёт конфликт между ДР Конго и Руандой.
Имеет дипломатические отношения с Россией, которые были установлены ещё с СССР 7 июля 1960 года.

## Население
| Год                          | Население   |
| ---------------------------- | ----------- |
| 1                            | 5 000 000   |
| 1000                         | 10 000 000  |
| 1500                         | 20 000 000  |
| 1800 (оценка Statista, 2024) | 5 160 000   |
| 1900 (оценка Statista, 2024) | 8 730 000   |
| 1950 (оценка ООН, 2024)      | 12 294 293  |
| 2000 (оценка ООН, 2024)      | 50 507 445  |
| 2010 (оценка ООН, 2024)      | 68 563 048  |
| 2020 (оценка ООН, 2024)      | 95 990 000  |
| 2025 (прогноз ООН, 2024)     | 112 832 475 |
| 2050 (прогноз ООН, 2024)     | 218 246 071 |
| 2100 (прогноз ООН, 2024)     | 424 898 167 |

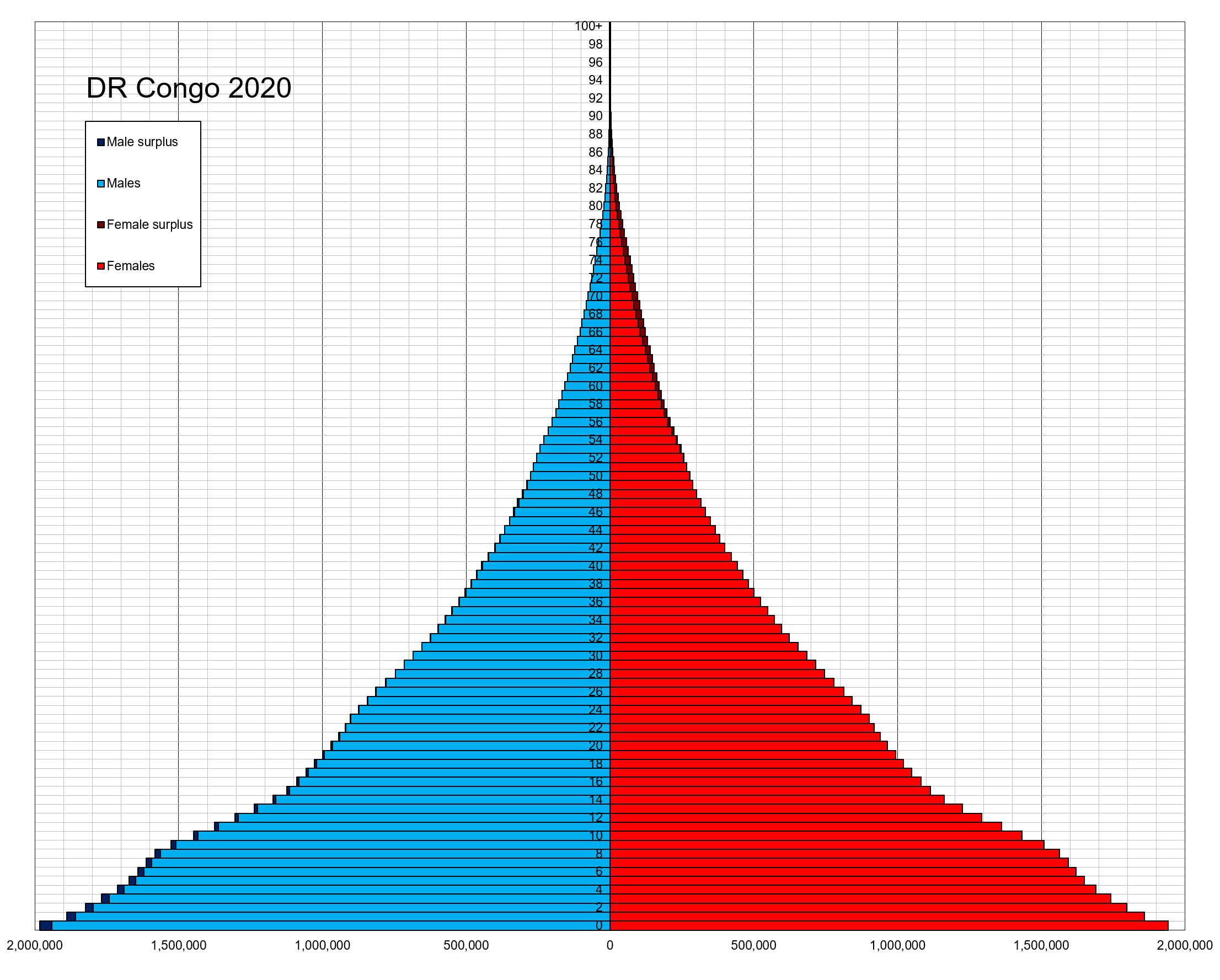
Возрастно-половая пирамида населения Демократической Республики Конго на 2020 год

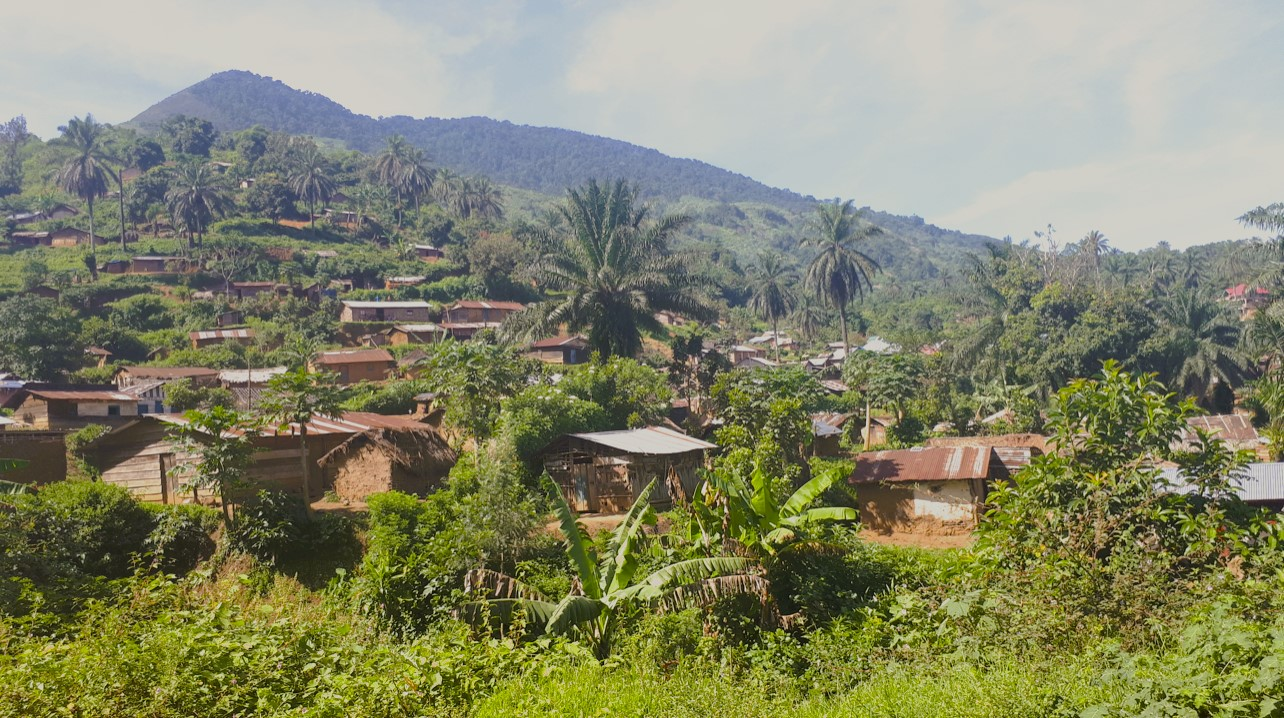
Деревня в ДРК

- Численность населения — 108 407 721 человек (оценка на 2022 год; 14-е место в мире)[13].
- Годовой прирост на 2022 год — 3,14 % (9-е место в мире)[13].
- Фертильность на 2022 год — 5,63 рождений на женщину (3-е место в мире)[13].
- Рождаемость на 2022 год — 40,08 на 1000 (7-е место в мире)[13].
- Смертность на 2022 год — 7,94 на 1000 (95-е место в мире)[13].
- Младенческая смертность на 2022 год — 60,85 на 1000 (10-е место в мире)[13].
- Средняя ожидаемая продолжительность жизни оценка на 2022 год — 61,83 лет, у мужчин — 60,03 лет, у женщин — 63,69 лет.
- Заражённость вирусом иммунодефицита (ВИЧ) — 0,8 % (оценка 2018 года, 800 000 заражённых).
- Грамотность (оценка на 2016 год) — 77 %, у мужчин — 88,5 %, у женщин — 66,5 %. Начальное образование на основных языках было установлено ещё в колониальный период, что было довольно редким явлением для Африки того времени.
- Городское население (оценка на 2022 год) — 46,8 %.

Религии: католики — 29,9 %; протестанты — 26,7 %; другие христиане — 36,5 %; кимбангисты — 2,8 %; мусульмане — 1,3 %; аборигенные и синкретические культы — 2,8 %, бахаи — 0,43 %. Пресвитерианская община Конго, самая многочисленная христианская церковь в Демократической Республике Конго насчитывает более 1 250 000 членов и почти 1000 приходов с 53 пресвитериями, 880 пасторами и 61 евангелистом. В стране насчитывается более четырёхсот народностей и этнических групп. Этнический состав: более 400 народностей и этнических групп, 242 языка. Наиболее крупные народы: монго, луба, конго, мангбету-азанде, лунда, луба, нанде, занде, рунди, алур, нгбанди.

### Языки
Государственным языком Демократической Республики Конго является французский язык, этнически нейтральный язык, призванный облегчить общение между представителями множества народностей, проживающими в стране. По данным международной организации франкоязычных стран (МОФ) на 2022 год 51,37 % населения ДРК владеет французским языком. В 2022 году 48,9 млн конголезцев, или 51,37 % населения ДРК, умели читать и писать по-французски, против 66,4 млн французов, или 96,91 % населения Франции, которые умели читать и писать по-французски. Киншаса — столица ДРК является крупнейшим по населению франкоязычным городом в мире.
Демократическая Республика Конго является многоязычной страной, где по оценкам в общей сложности существует 242 живых разговорных языка. Ethnologue перечисляет 215 языков. Официальным языком является французский, унаследованный от колониального периода. Четыре языка имеют «национальный» статус: конго, лингала, суахили, луба.
Лингала (язык межэтнического общения в центре и на северо-западе), кингвана (диалект суахили, центр и восток страны), киконго (крайний юго-запад), чилуба (центр и юго-запад). На протяжении колониального периода истории страны официальным языком был также и голландский, однако впоследствии французский вытеснил его. В общей сложности на территории государства имеют хождение приблизительно 242 языка.
Когда страна была бельгийской колонией, 4 языка уже изучали в начальной школе, что сделало её одной из немногих африканских стран, где была возможность изучать национальные языки во время европейского колониального периода. В колониальный период голландский и французский языки были официальными языками, но французский, безусловно, был самым важным языком.

## Административное деление

Административное деление Демократической Республики Конго

Административное деление Демократической Республики Конго регламентируется конституцией и действующим законодательством.
Демократическая Республика Конго подразделяется на 26 провинций. Во главе каждой провинции стоит губернатор, избираемый населением сроком на 5 лет. Высшими органами законодательной власти в провинциях являются местные советы народных представителей, избираемые населением также сроком на пять лет.
1. Киншаса
2. Центральное Конго
3. Кванго
4. Квилу
5. Маи-Ндомбе
6. Касаи
7. Лулуа
8. Восточное Касаи
9. Ломами
10. Санкуру
11. Маниема
12. Южное Киву
13. Северное Киву
14. Итури
15. Верхнее Уэле
16. Чопо
17. Нижнее Уэле
18. Северное Убанги
19. Монгала
20. Южное Убанги
21. Экваториальная
22. Чуапа
23. Танганьика
24. Верхнее Ломами
25. Луалаба
26. Верхняя Катанга

## Государственное устройство

### Основы государственного строя
Демократическая Республика Конго — федеративная республика президентского типа. Основным законом государства является конституция, принятая в 2006 году. Конституция 2006 года, также известная как конституция Третьей республики, вступила в силу в феврале 2006 года. Она действовала одновременно с переходной конституцией вплоть до вступления в должность должностных лиц, избранных на июльских выборах 2006 года. По новой конституции парламент ДРК остался двухпалатным: Сенат из 108 членов, избираемых на пять лет региональными парламентами и Национальное собрание из 500 депутатов, избираемых на пять лет населением. Исполнительная власть была разделена между президентом и правительством, возглавляемым премьер-министром из партии, имеющей большинство в Национальном собрании. Правительство стало ответственно перед парламентом, а президент стал избираться на пять лет с возможностью второго срока подряд. Новая конституция также предоставила новые полномочия регионам. Законодательные органы в провинциях получили право избирать губернаторов — глав региональных правительств. Также по новой конституции Верховный суд был разделён на три новых института. Прерогатива толкования конституции перешла к Конституционному суду.

### Правительство
После четырёхлетнего переходного периода между двумя конституциями были созданы новые политические институты на различных уровнях всех ветвей власти, было принято новое административное деление, политическая система ДРК, наконец, приняла устойчивый вид президентской демократической республики. Согласно положениям переходной конституции 2003 г., был создан законодательный орган, состоящий из двух палат — Сената и Национального собрания. Сенат, помимо прочего, был ответственен за разработку новой конституции. Исполнительная власть была возложена на кабинет министров из 60 членов, возглавляемый президентом и четырьмя вице-президентами. Президент получил полномочия верховного главнокомандующего вооружёнными силами. Переходная конституция также установила относительно независимую судебную систему во главе с Верховным судом, имеющим право на толкование конституции.

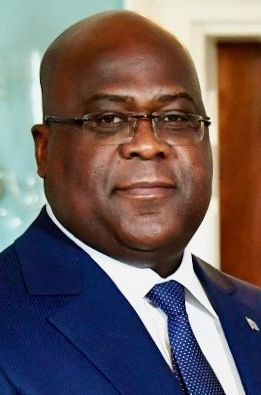
Феликс Чисекеди, пятый президент Демократической Республики Конго

### Парламент
Парламент Демократической Республики Конго двухпалатный:
- Национальная ассамблея — нижняя палата;
- Сенат — верхняя палата.

По итогам выборов 2011 года наибольшее число мест в Национальной ассамблее (62 из 500) у партии президента Жозефа Кабилы (Народная партия реконструкции и демократии).
По итогам выборов в Сенат 19 января 2007 году президентская партия получила 22 места, 7 партий — от 14 до 2 мест, 18 партий — по 1 месту, также в Сенат прошли 26 беспартийных.

### Коррупция
Мобуту Сесе Секо, правивший ДРК с 1965 по 1997 год, фактически институционализировал коррупцию, что в 1996 году привело страну к экономическому краху. Как утверждается, Мобуту за время своего правления присвоил от 4 до 5 миллиардов долларов США. В июле 2009 г. швейцарский суд определил, что срок исковой давности по возвращению заграничных активов Мобуту (около 6,7 миллиона долларов США, находящихся в швейцарских банках) истёк и поэтому активы должны быть переданы его семье.
Президент Жозеф Кабила, придя к власти в 2001 году, создал Комиссию по борьбе с экономическими преступлениями.

### Права человека
Комитет ООН по ликвидации дискриминации в отношении женщин в 2006 г. выражал озабоченность тем, что в послевоенный переходный период права человека в отношении женщин и соблюдения гендерного равенства не рассматриваются в качестве приоритетной цели. Восток страны, в частности, был назван «мировой столицей изнасилований», а распространённость сексуального насилия была оценена как наибольшая в мире. Проблема усугубляется тем, что широкие слои населения, по всей видимости, воспринимают насилие в отношении женщин как норму. В июле 2007 г. Международный комитет Красного Креста выразил обеспокоенность ситуацией на востоке ДРК. По словам специального докладчика ООН по вопросу о насилии в отношении женщин Якин Эртюрк, которая побывала в восточном Конго в июле 2007 года, насилие в отношении женщин в Северном и Южном Киву приобрело характер «невообразимой жестокости». «Вооружённые группы атакуют местные общины, грабят, насилуют, похищают женщин и детей и заставляют их работать в качестве секс-рабынь» — заявила Эртюрк. В декабре 2008 году компания GuardianFilms, принадлежащая британской газете «The Guardian», выпустила документальный фильм, в котором были зафиксированы свидетельства более 400 женщин и девочек, подвергшихся насилию со стороны вооружённых банд мародёров. В июне 2010 г. британский Оксфэм сообщил о резком увеличении количества изнасилований, происходящих в ДРК, а исследователи из Гарварда обнаружили, что количество изнасилований, совершённых гражданскими лицами, выросло в семнадцать раз. Согласно данным Thomson Reuters Foundation, опубликовавшего по итогам 2018 года рейтинг самых опасных для женщин стран мира, Демократическая Республика Конго занимает седьмую позицию в списке государств с наибольшим количеством рисков для женщины в плане здравоохранения, доступа к экономическим ресурсам, обычной жизни, сексуального насилия и торговли людьми.
В 2003 году Синафаси Макело, представлявший пигмеев мбути, заявил на Форуме коренных народов ООН, что во время войны на представителей его народа охотились и поедали их, как будто они были охотничьей дичью. В провинции Северное Киву наблюдались случаи каннибализма со стороны группы, известной как Les Effaceurs («Стиратели»), члены которой хотели очистить землю от людей и использовать её для добычи полезных ископаемых. Обе стороны войны рассматривали друг друга как «неполноценных», а некоторые считали, что поедание человеческой плоти придаёт им магическую силу.

## Экономика

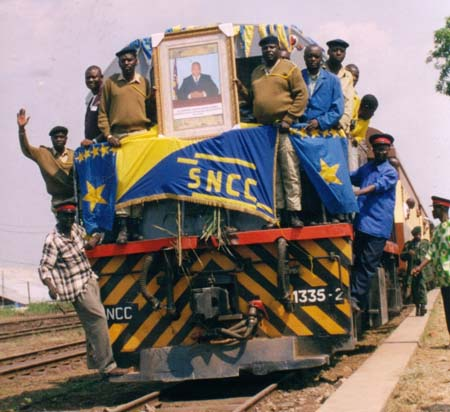
Первый поезд прибывает в г. Кинду по восстановленной железной дороге из Лубумбаши

Доля ДР Конго в мировом ВВП составляет 0,4 %, её доля в совокупном ВВП Африки южнее Сахары — чуть выше 1,9 %.

### Промышленность
Промышленность — горнорудная (алмазы, золото, медь, кобальт, цинк), потребительская продукция (текстиль, обувь, сигареты, пищевая продукция и напитки), лесоматериалы. Обрабатывающая промышленность представлена первичной металлообработкой, химической, текстильной промышленностью, промышленностью строительных материалов, деревообработкой, пищевой промышленностью и предприятиями судоремонта. Имеется завод по производству медных катодов.

### Сельское хозяйство
Главные продукты сельского хозяйства — кофе, сахарный тростник, продукция масляничной пальмы, натуральный каучук, чай, хлопок, какао-бобы, хинин, бананы, папайя, арахис, кассава (тапиока), корнеплоды, кукуруза, фрукты; животноводство развито слабо.

### Природные ресурсы
Республика является одной из важнейших минеральных баз Африки южнее Сахары. Поскольку страна располагает масштабными запасами многих видов ценной тропической древесины, значительную роль в экономике страны играет лесное хозяйство. ДР Конго является одной из важнейших минеральных баз Африки южнее Сахары. Располагает многими ценными видами полезных ископаемых и в том числе касситеритом, колтаном, и другими значимыми минеральными ресурсами. Природные ресурсы — крупнейшие в мире запасы кобальта, германия, тантала, алмазов, крупнейшие в Африке запасы урана, вольфрама, меди (порядка 10 % мировых запасов), цинка, олова, запасы бериллия, лития, ниобия, значительные месторождения нефти, угля, руд железа, марганца, золота, серебра, бокситов. Лидер по поставке природного малахита. Владеет крупными ресурсами гидроэнергии, лесов. Все перечисленные полезные ископаемые активно разрабатываются на экспорт.
После завершения гражданских войн экономическое положение страны начало улучшаться с 2002 года. Власти ДРК возобновили отношения с международными финансовыми организациями и со странами, оказывающими помощь. Восстановление работ в горнодобывающем секторе, основном источнике экспортных доходов, привело к увеличению ВВП в 2006-08 годах. Однако с конца 2008 года падение спроса и цен на ключевые экспортные товары ДРК привело к новому застою в экономике страны.
ВВП на душу населения, по данным МВФ, в 2017 году — около 790 долларов США (185-е место в мире).

### Внешняя торговля
Через Демократическую Республику Конго проходят три транс-африканских автодорожных маршрута:
- Шоссе Триполи-Кейптаун
- Шоссе Лагос-Момбаса
- Шоссе Бейра-Лобиту[англ.]

Экспорт (8,3 млрд долл. в 2017) — медь, кобальт, алмазы, золото, лесоматериалы, сырая нефть, кофе.

Основные покупатели экспорта (в 2017): Китай — 39,7 %, Бельгия — 21,7 %, Южная Корея — 7,2 %, Саудовская Аравия — 7,1 %.
Импорт (5,0 млрд долл. в 2017) — продовольствие, машиностроительная продукция, транспортные средства, топливо.

Основные поставщики импорта (в 2017): Китай — 19,4 %, ЮАР — 9,9 %, Замбия — 10,6 %, Бельгия — 9 %.
Внешний долг — 5,324 млрд долл. США (в 2017 году, оценка ЦРУ).
Официальной статистикой, однако, упущен главный пункт внешней торговли Конго — теневой экспорт танталового сырья. Правозащитными организациями и международной прессой активно освещается вопрос нелегальной торговли танталитом из Конго на чёрном рынке. В причастности к этому обвиняются крупнейшие мировые производители электроники, мафия, правительства соседних с Конго стран. В 2003 в газете «The New York Times» появились публикации с обвинениями в причастности к незаконному импорту сырья из Конго в адрес казахстанского предприятия «Казатомпром». Этот вопрос освещался также в газете «ОКО» (№ 114 от 11 апреля 2003 года).
В 2002 году в Бельгии правозащитными организациями была проведена социальная кампания «Нет крови на моём сотовом телефоне! Остановите войну в Конго!».
Проблеме незаконной торговли танталовым сырьём посвящён документальный фильм 2010 года «Кровь на твоём мобильном».

## Культура
В стране развиты ремесла, включая резьбу по дереву, чеканку по меди, изготовление изделий из малахита, золота, серебра и кожи животных. Музыкальный мир имеет древние корни, связанные с фольклором. В ДР Конго есть такие традиционные инструменты такие как: локеле, ликембе, шекере, кпанлого, джембе, бата, ашико, тамбурине, нгомби и многие другие, а также есть народные песни. Литературная элита была объединена в Союз конголезских писателей (1972). Широко развита живопись и фотография. В стране проходит много выставок местных и других произведений искусств. В Киншасе существует Национальный музей Конго с огромной и широкой экспозицией редких палеонтологических и этнических объектов.

### СМИ
Государственная телерадиокомпания RTNC (фр. Radio-Télévision nationale congolaise «Конголезское национальное радио и телевидение»); ранее — OZRT (фр. Office zaïrois de radiodiffusion et de télévision «Заирское управление радиовещания и телевидения»), включает в себя телеканалы RTNC 1 (вещает с 1976 года) и RTNC2 (вещает с марта 1999 года), общенациональную радиостанцию RTNC Chaîne Nationale и сеть региональных радиостанций (RTNC Chaîne Kinshasa и др.).

### Спорт

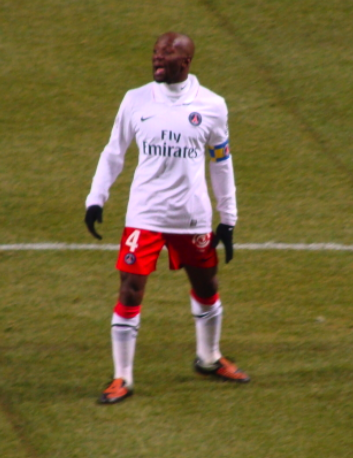
Родившийся в Киншасе Клод Макелеле сыграл 71 игр за Сборную Франции по футболу

Наиболее популярным видом спорта является футбол. В ДР Конго достаточно сильная по африканским меркам сборная. Наиболее успешный период в истории национального футбола — 1960-е и 1970-е годы, когда сборная Заира дважды выигрывала Кубок африканских наций (1968 и 1974), а в 1974 году единственный раз в своей истории приняла участие в чемпионате мира в Германии, где однако уступила все три матча в группе с общим счётом 0:14 (включая рекордное поражение 0:9 от сборной Югославии). В 1990-е и 2000-е годы сборная ДР Конго регулярно участвовала в Кубках африканских наций, в 1998 году заняв третье место. Лучшие футболисты ДР Конго выступают за европейские клубы в чемпионатах Англии, Германии, Бельгии, Франции и других стран. Среди сильнейших футболистов страны в XXI веке можно отметить Шабани Нонда, Дьёмерси Мбокани, Юссуфа Мулумбу, Седрика Макьяди, Шанселя Мбембу.
Целый ряд футболистов, родившихся в ДР Конго или имеющих корни из этой страны, переехав в Европу, стали гражданами государств Евросоюза, в основном Франции и Бельгии. Имеют опыт выступлений за сборную Франции голкипер Стив Манданда, полузащитники Клод Макелеле, Янн М’Вила, Рио Мавюба (его отец выступал за сборную Заира на чемпионате мира 1974 года), нападающий Пеги Люйиндюла.
ДР Конго регулярно участвует в летних Олимпийских играх, обычно посылая по 5-10 спортсменов. Выиграть медали спортсменам из ДР Конго на Олимпийских играх пока не удавалось.

### Театр

«Зелёный театр»

Театральная жизнь активизировалась после Второй мировой войны, когда в Бельгийском Конго появилось значительное число европейцев. В крупнейших городах страны — Леопольдвиле и Элизабетвиле (ныне Лубумбаши) — появились труппы европейских образцов. Конголезский драматург Альберт Монгита возглавил театральную группу La ligue folklorique congolaise, которая просуществовала до середины 1960-х годов). Он был одним из лидеров национального театра после Второй мировой войны десятилетиями. В 1954 году, в пятидесятую годовщину смерти Генри Мортона Стэнли, в Леопольдвилле состоялась постановка его «Soki Stanley». «Лифоко» был показан в 1955 году перед валлонским генерал-губернатором Léon Pétillon. Его труппа выступала на городских сценах, осуществляла небольшие сценки на сказочные и бытовые сюжеты, делала программы, включавшие песенный и танцевальный фольклор, акробатику и клоунаду. В 1957 году, в Леопольдвиле организован Комитет народных спектаклей с участием режиссёров из Брюсселя. В начале 1960-х годов, был основан Театральный африканский союз. В 1965 году, из его состава вышла группа актёров, образовавших «Театр двенадцати». Они хотели развить свою театральную культуру, на основе европейского театра. В 1967 году, в Киншасе была учреждена Национальная консерватория музыки и драматического искусства, послужившая основой для создания Национального института искусств (1971). В стране начали появляться школьные, университетские и любительские театры. В 1969 году, заирский драматург М. Миканза, основавший в 1967 году в городе Киквит (провинция Бандунду, ныне Квилу) «Маленький чёрный театр» и был приглашён в столицу для создания Национального театра. В стране в 1990-х и в начале 2000-х годов была неблагоприятная обстановка в некоторых сферах, но театральное искусство Конго продолжило развиваться в двух основных направлениях — классическое и народное. Классическое направление представляло: Национальный театр, Театральная компания Национального института искусств, а также частные компании в Киншасе — «Интриганы», «Марабу», «Мажискюль», «Экюри Малоба», «Там-Там». Коллективы народного направления: «Салонго», «Театр Плюс» и «Симба». Все из них находились в Киншасе. Развитие получили такие жанры как: драма, комедия, политическая сатира. Центральными проблемами для драматургов и постановщиков стали: полигамия, здравоохранение, коррумпированность чиновников, религиозных секты, плохое состояние окружающей среды и другие проблемы. В 2000-х годах, в Киншасе был популярен П. Чибанда — мастер представлений народных сказаний, известный своими юмористическими рассказами. Ежегодно, 20 января отмечается День национального театра, проходят фестивали искусств и фольклора, в которых принимают участие многочисленные танцевальные коллективы. Некоторые театры были объединены в Национальную театральную федерацию (1980, Киншаса). В 21 веке, театральная деятельность была подчинена Министерству культуры и искусств. Наиболее известные театральные площадки ДР Конго: «Зелёный театр» (1970), «Centre Wallonie Bruxelles» (культурный центр, в репертуаре театральной труппы которого постановки по пьесам конголезских авторов), Tarmac des Auteurs (кукольные спектакли, театрально-танцевальные представления) — все они находятся в Киншасе. Также в столице работает конголезское отделение Международного института театра. В 2001 году, при Университете Киншасы был создан театр «Фемената» для привлечения внимания к соблюдению прав человека и положению женщин в обществе (финансируется правительственными организациями).

### Кухня

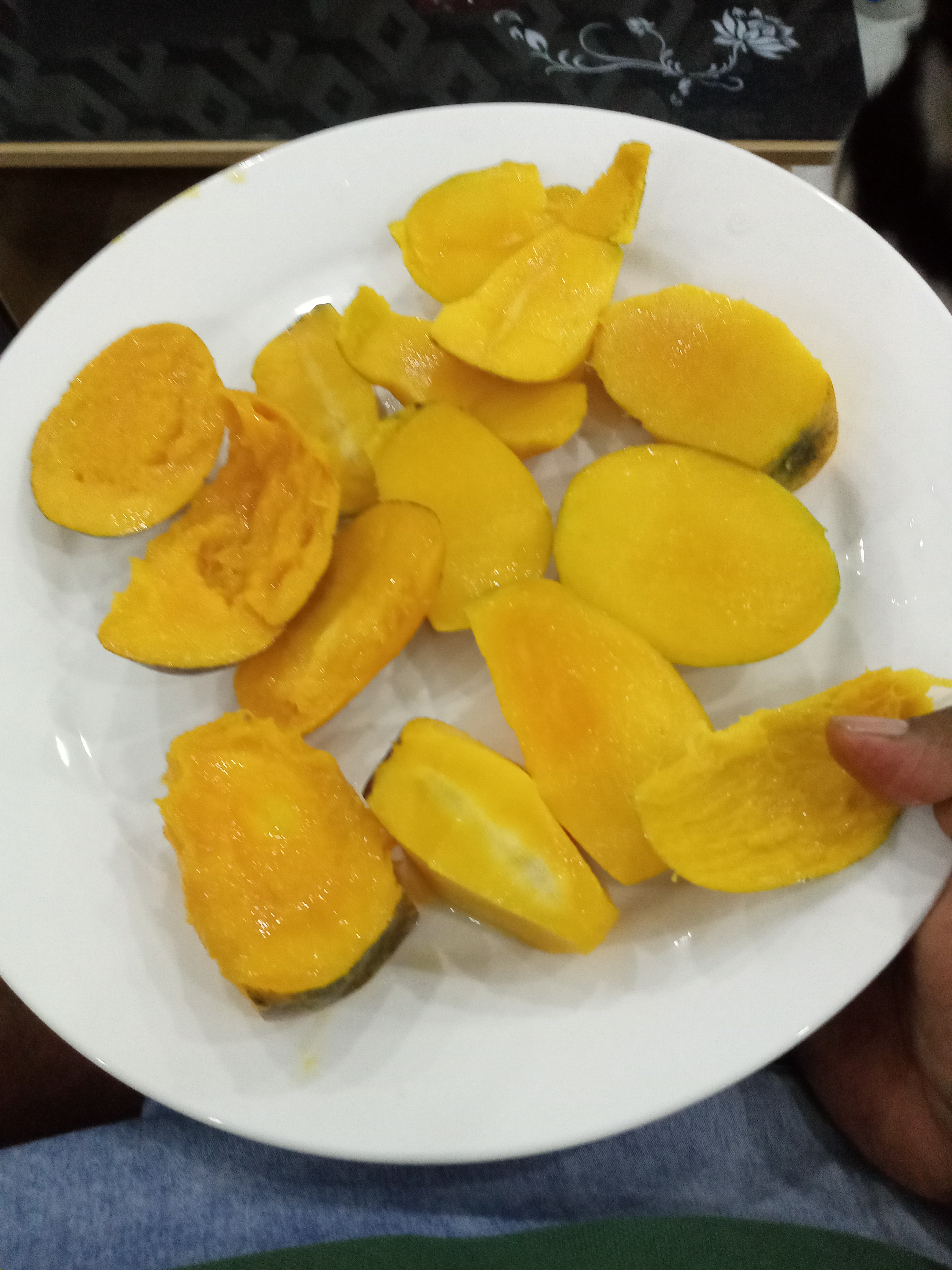
Манго доступны круглый год

Конголезская кухня довольно вариативна и представляет собой пищу коренных народов. Основными продуктами питания являются маниок, фуфу, рис, плантан и картофель, которые обычно подаются с различными гарнирами.